# Пунта-дель-Дьябло
Пунта-дель-Дьябло (исп. Punta del Diablo) — населённый пункт в юго-восточной части Уругвая, в департаменте Роча. Летний курорт.

## География
Расположен на берегу Атлантического океана, в 43 км к югу от города Чуй, который находится на границе с Бразилией, и примерно в 298 км к северо-востоку от столицы страны, города Монтевидео. Через населённый пункт проходит автомобильная дорога № 9.

## Население
Население по данным на 2011 год составляет 823 человека
| Год  | Население |
| ---- | --------- |
| 1985 | 199       |
| 1996 | 318       |
| 2004 | 389       |
| 2011 | 823       |

Источник: Instituto Nacional de Estadística de Uruguay